# قرار مجلس الأمن التابع للأمم المتحدة رقم 551
قرار مجلس الأمن التابع للأمم المتحدة رقم 551، الذي تم تبنيه بالإجماع في 30 أيار / مايو 1984، نظر في تقرير للأمين العام بشأن قوة الأمم المتحدة لمراقبة فض الاشتباك. وأشار المجلس إلى الجهود التي تبذلها لإحلال سلام دائم وعادل في الشرق الأوسط، ولكنه أعرب أيضاً عن قلقه إزاء حالة التوتر السائدة في المنطقة.
دعا القرار الأطراف المعنية إلى التنفيذ الفوري للقرار 338 (1973)، وجدد ولاية قوة المراقبة لمدة ستة أشهر أخرى حتى 30 نوفمبر 1984، وطلب من الأمين العام تقديم تقرير عن الوضع في نهاية تلك الفترة.